# شهرستان کوسا (آلاباما)
شهرستان کوسا،آلاباما (به انگلیسی: Coosa County, Alabama) شهرستانی در ایالات متحده آمریکا است که در آلاباما واقع شده‌است.

## خصوصیات
شهرستان کوسا ۱٬۷۲۴٫۹۴ کیلومترمربع مساحت دارد.